# Aeropuerto de Fort Simpson
El Aeropuerto de Fort Simpson (del inglés: Fort Simpson Airport) (IATA: YFS, OACI: CYFS) está ubicado a 7,4 MN (13,7 km; 8,5 mi) al sureste de Fort Simpson, Territorios del Noroeste, Canadá.

## Aerolíneas y destinos
- Air Tindi
  - Yellowknife / Aeropuerto de Yellowknife
- First Air
  - Whitehorse / Aeropuerto Internacional de Whitehorse Erik Nielsen
  - Yellowknife / Aeropuerto de Yellowknife